# Kenilworth (motorfiets)

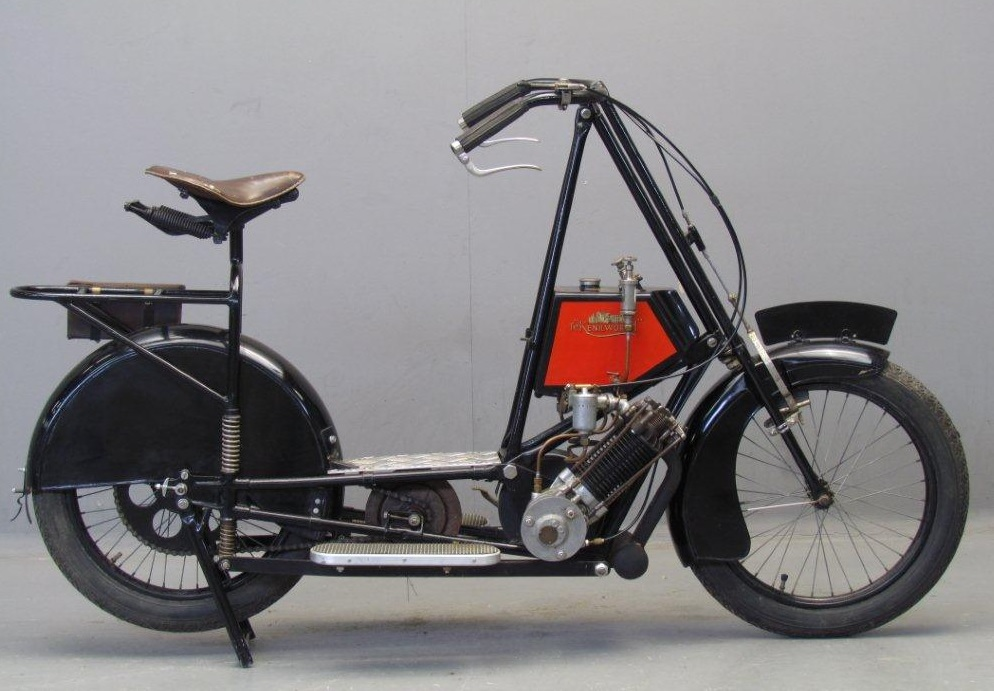
Kenilworth uit 1920

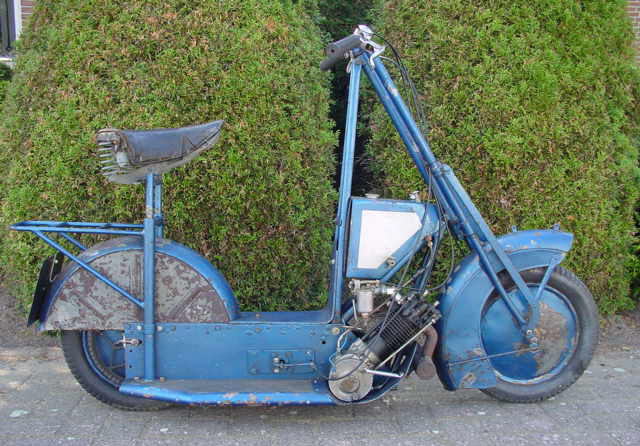
Kenilworth uit 1921

Kenilworth is een historisch merk van motorfietsen.
De bedrijfsnaam was: Booth Bros, later Kenilworth Utility Motors Ltd., Coventry.
Kapitein Smith-Clarke uit Kenilworth ontwierp de eerste machine voor zijn vrouw. Ze werd gebouwd en in 1919 ook in productie genomen door Booth Brothers in Coventry. Het was een bijzonder model, met grote 18 inch wielen maar alle kenmerken van een autoped: de machine had geen zadel en een centraal geplaatste 143cc-Norman-kopklepmotor. Booth Brothers voegden echter al snel een zadel toe, dat met een eigen hulpframe op de step werd geplaatst. De zadelbuizen werden afgeveerd.
In 1921 werd de buisvering vervangen doordat het zadel zelf veerde. In 1922 kreeg de Kenilworth een koppeling en later ook een drieversnellingsbak, waardoor de toepassing van een handstarter mogelijk werd. De productie verhuisde van Park Street in Coventry naar Much Park Street en de bedrijfsnaam veranderde in Kenilworth Utility Motors Ltd. In 1923 werd de motor vergroot naar 170 cc. Tegen die tijd waren de concurrerende merken die gemotoriseerde steps maakten zo ongeveer uitgestorven, en ook Kenilworth verdween in 1924.